# 10012 Tmutarakania
10012 Tmutarakania è un asteroide della fascia principale. Scoperto nel 1978, presenta un'orbita caratterizzata da un semiasse maggiore pari a 2,4416276 UA e da un'eccentricità di 0,1886178, inclinata di 1,55871° rispetto all'eclittica.
L'asteroide è dedicato al principato di Tmutarakan' sorto nella penisola di Taman' in età medievale.